# Камберланд (залив)
Камберланд (на английски: Cumberland Sound) е залив в северозападната част на море Лабрадор, принадлежащ административно към територия Нунавут на Канада. Вдава се на 259 km на северозапад в остров Бафинова земя, между полуостровите Камберланд (на североизток) и Хол (на югозапад). Ширината му е около 74 km, а дълбочината на входа от 360 до 550 m. Бреговете му са предимно високи, стръмни, скалисти и силно разчленени от множество по-малки заливи (Ейбрахам и др.), фиорди (Нетилинг и др.) и острови. Северозападният му бряг е нисък, плосък и силно заблатен. В западната му част се влива река Маккинд. От края на септември до юни е покрит с ледове. Приливите са полуденонощни с височина до 7 m. Заливът Камберланд е открит и първично изследван през август 1585 г. от английския полярен мореплавател Джон Дейвис.